# Stazione di Schönfließ
La stazione di Schönfließ è una stazione ferroviaria tedesca, posta sulla ferrovia anulare esterna di Berlino. Serve il centro abitato di Schönfließ, frazione del comune di Mühlenbecker Land.
Inaugurata nel 1953, dal 1961 è servita, per il traffico passeggeri, dalla S-Bahn di Berlino linea S8. Fino al 1993, fu anche fermata dei treni regionali. A ovest del ramo di stazione attuale, Schönfließ Ovest, iniziano due curve di collegamento con la ferrovia Berlino-Straisund.

## Storia
Dall'inizio degli anni 1950, con le divisioni della Germania e di Berlino, si rese necessario disporre di un'efficiente opzione di deviazione da Berlino Ovest. Fu creato l'anello esterno di Berlino, la cui parte nord-orientale tra Karower Cross e Birkenwerder entrò in funzione nel 1952. Dal 1953, i treni nazionali della RDT (ad eccezione della S-Bahn di Berlino) non potevano più viaggiare attraverso Berlino Ovest. Ciò ha riguardato anche la ferrovia Berlino Nord. Da allora i treni hanno usato l'anello esterno. Dato che c'erano ancora pochi controlli tra est e ovest nella città di Berlino, anche i treni diretti a Berlino Est erano sottoposti a controlli. Schönfließ, dal 1953, divenne una tale stazione di controllo. Il 4 ottobre dello stesso anno, la stazione divenne operativa anche per il trasporto pubblico.
Dopo la costruzione del muro di Berlino, il 13 agosto 1961, la sezione S-Bahn tra Oranienburg e Hohen Neuendorf fu separata dal resto della rete. Per collegare questa regione alla rete S-Bahn di Berlino, il tracciato tra Hohen Neuendorf e Karower Cross è stato dotato di sbarre in soli 72 giorni. Il 19 novembre 1961 entrò in funzione la ferrovia a transito rapido su questa sezione.
Dopo la caduta del muro di Berlino, le città a nord-ovest di Berlino sono state nuovamente collegate da una via più breve rispetto all'anello esterno. Il traffico regionale già scarso è stato interrotto nel 1993, e la linea nord della piattaforma è stata successivamente smantellata. Per i treni della S-Bahn in direzione di Oranienburg c'è ancora la via più breve su Frohnau dal maggio 1992. Tuttavia, la S-Bahn rimase in funzione in questa zona. Schönfließ è considerata la stazione della rete S-Bahn di Berlino con il numero più basso di ingressi e uscite.